# Бланкенбург (Харц)
Бланкенбург (њем. Blankenburg) град је у њемачкој савезној држави Саксонија-Анхалт. Једно је од 20 општинских средишта округа Харц. Према процјени из 2010. у граду је живјело 22.351 становника. Посједује регионалну шифру (AGS) 15085055, NUTS (DEE09) и LOCODE (DE BKG) код.

## Географски и демографски подаци
Бланкенбург се налази у савезној држави Саксонија-Анхалт у округу Харц. Град се налази на надморској висини од 288 метара. Површина општине износи 148,9 km².

## Становништво
У самом граду је, према процјени из 2010. године, живјело 22.351 становника. Просјечна густина становништва износи 150 становника/km².